# Haus Vorhelm
Das Haus Vorhelm ist ein Wasserschloss und ehemalige Burganlage am nördlichen Ortsrand des Ortsteils Vorhelm der Stadt Ahlen im Kreis Warendorf in  Nordrhein-Westfalen.

## Geschichte
Haus Vorhelm ist mit einiger Sicherheit auf Lehnsgut der Abtei Überwasser in Münster entstanden, als deren Haupthof Vorhelm bereits in Aufzeichnungen des 11. Jahrhunderts belegt ist. Es wird vermutet, dass die Familie Torck, die älteste bekannte Besitzerfamilie, noch im 12. Jahrhundert den Adelssitz errichtete, obwohl sie erst 1413 auf Haus Vorhelm bezeugt ist. Dafür spricht deren Auftreten im Raum Ahlen seit dem beginnenden 13. Jahrhundert. Nach dem Aussterben der Familie Torck gelangte Haus Vorhelm über einen Zweig der Familie von Westerholt 1715 an die Freiherren Droste zu Vischering.

## Beschreibung
Auf der Hauptinsel einer insgesamt sechs Inseln umschließenden Gräftenanlage wurde in mehreren Bauphasen ein zweigeschossiges und zweiflügeliges Herrenhaus errichtet. Der Hauptflügel besteht aus einem massiven Untergeschoss mit zweistöckigem Fachwerkaufbau. Laut der dendrochronologischen Datierung von dort verbauten Hölzern stammt er aus der Zeit um 1455 und wurde 1541 nach Süden verlängert. Der massive Südflügel von 1601 weist einen dreistufigen Staffelgiebel und einen zweigeschossigen Erker auf. Zwei historische Mühlen und ein alter Schafstall stehen außerhalb des Wasserschlosses. Auf der Vorburg, auf die man durch eine barocke Toranlage mit Zugbrücke gelangt, stehen zwei Wirtschaftsbauten aus dem 20. Jahrhundert. Östlich und südlich der Hauptburg liegen zwei große barocke Garteninseln.

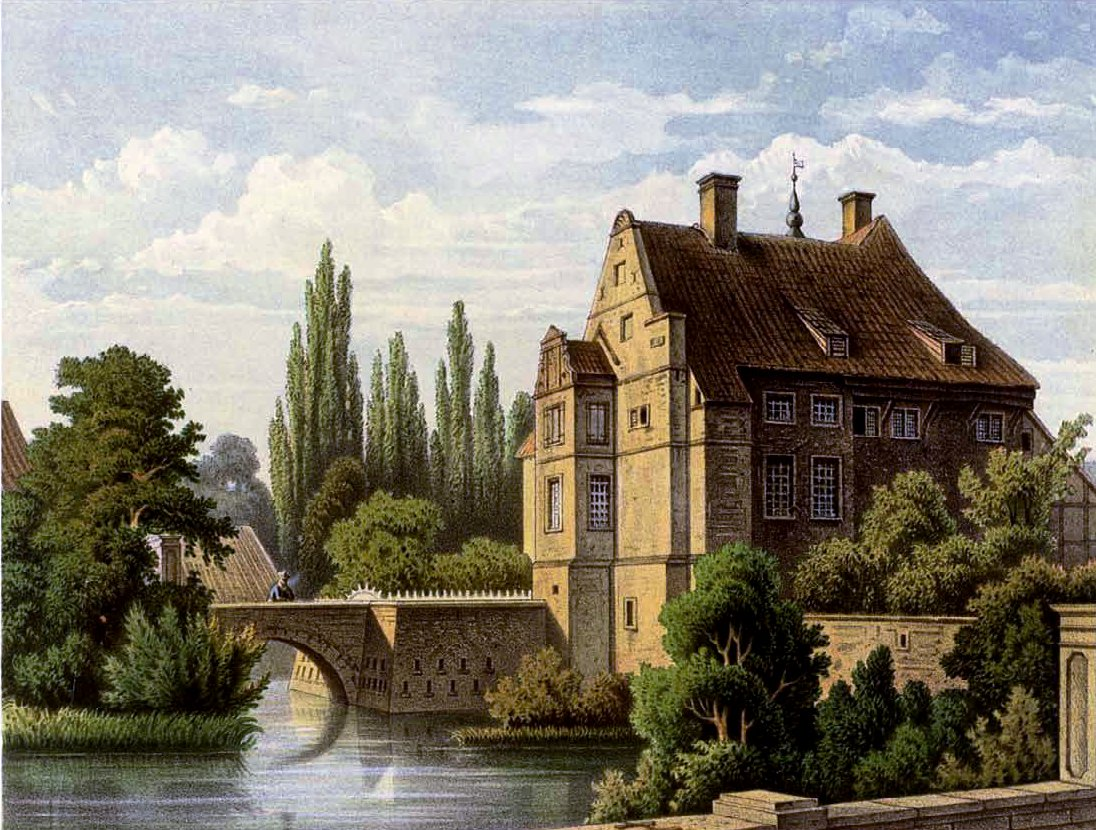
Haus Vorhelm in einer Lithographie des 19. Jahrhunderts aus der Sammlung Duncker
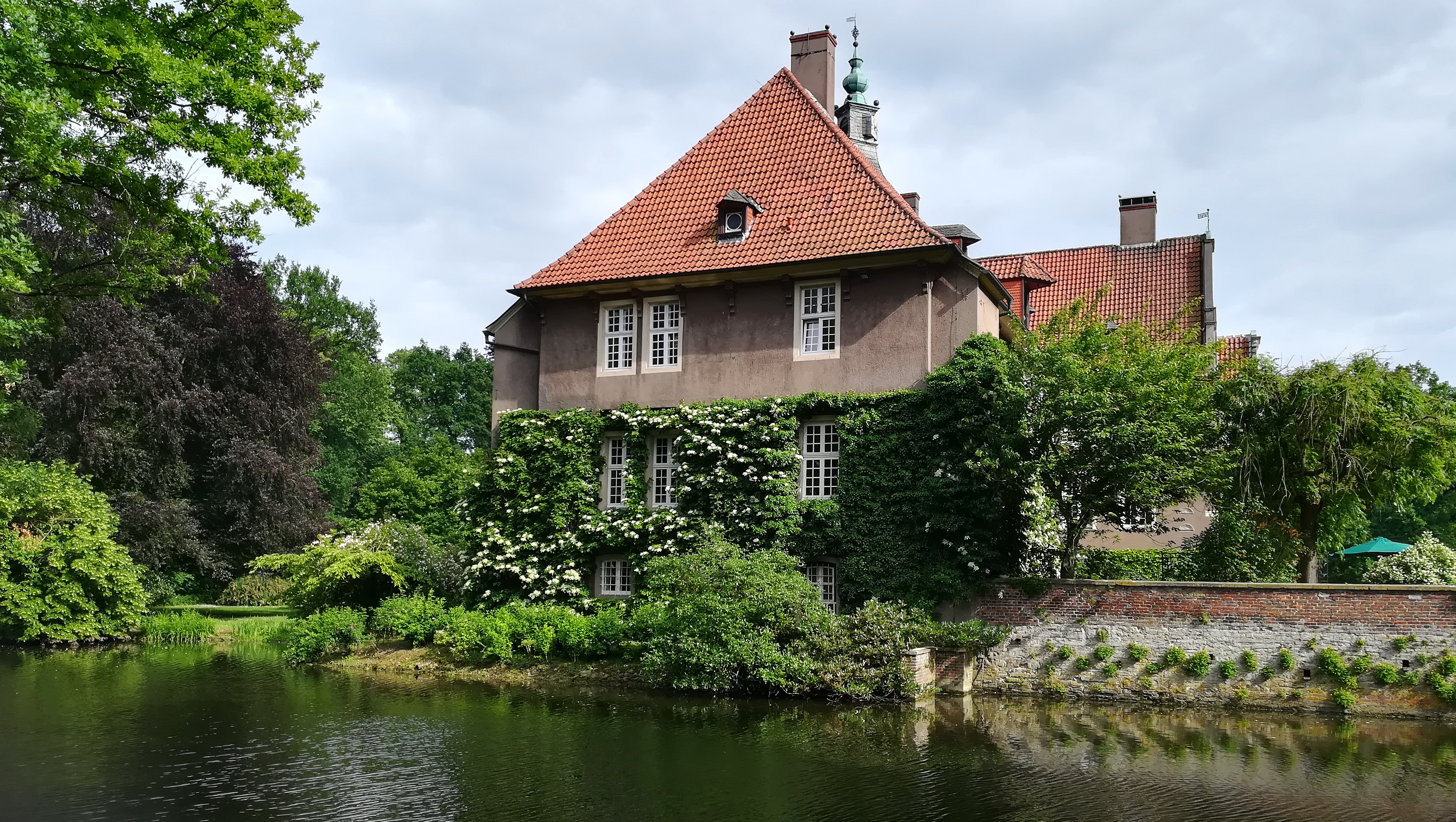
Das Haupthaus
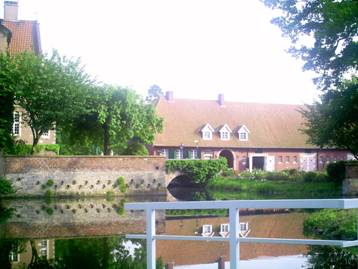
Die Vorburg
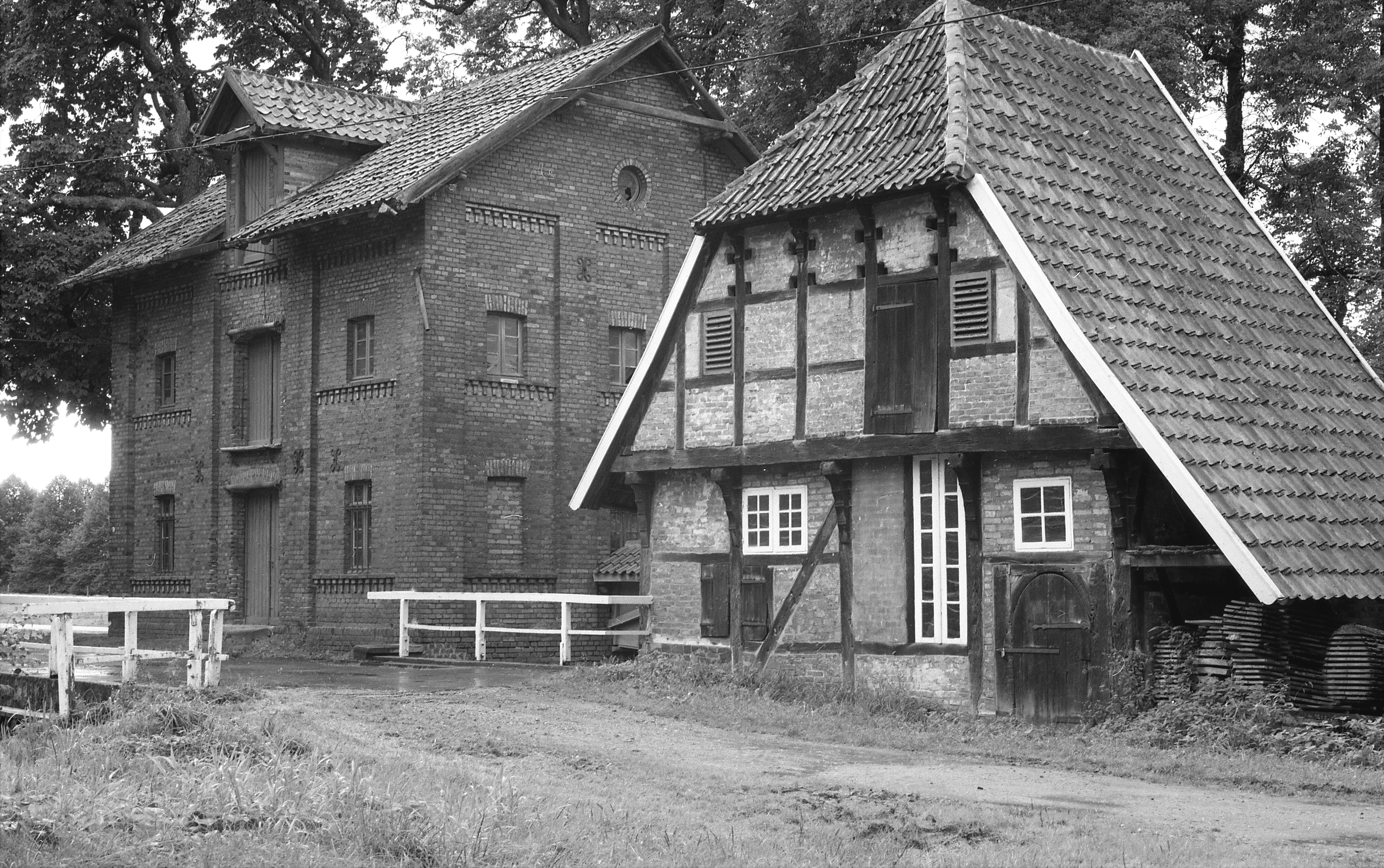
Die Wassermühlen